# Andreas Christen
Andreas Christen (Vaduz, 29 agosto 1989) è un calciatore liechtensteinese, di ruolo difensore.
Il fratello Mathias Christen ha anche lui giocato nella nazionale del Liechtenstein.

## Carriera

### Nazionale
Ha collezionato 27 presenze con la propria Nazionale.